# 보텀 서로인

보텀 서로인

보텀 서로인(영어: bottom sirloin)은 서양식 쇠고기 부위이다.

## 같이 보기
- 갈비
- 라운드
- 설도
- 쇼트 로인
- 톱 서로인
- 플랭크